# Сеит-Ягьяев, Абдурафий
Абдурафий Сеит-Ягъяев (Сеит-Ягьяев, Сеит-Ягъя) (? — ?) — деятель органов государственной безопасности, член тройки НКВД по Крымской АССР, 3-й секретарь областного комитета ВКП(б) по Крымской автономной республике, сержант государственной безопасности.

## Биография
По состоянию на апрель 1936 служил в НКВД Крымской АССР. До	17 августа 1938 начальник судакского районного отдела УГБ там же, затем уволен из НКВД в связи с переходом на другую работу. В дальнейшем по состоянию на октябрь 1938	являлся 3-м секретарём областного комитета ВКП(б) Крымской АССР и членом тройки НКВД.